# Michael Karst
Michael Karst (Mannheim, República Federal Alemana, 28 de enero de 1952) fue un atleta alemán especializado en la prueba de 3000 m obstáculos, en la que consiguió ser medallista de bronce europeo en 1974.

## Carrera deportiva
En el Campeonato Europeo de Atletismo de 1974 ganó la medalla de bronce en los 3000 m obstáculos, con un tiempo de 8:17.91 segundos, llegando a meta tras el polaco Bronisław Malinowski que con 8:15.04 segundos batió el récord de los campeonatos, y el sueco Anders Gärderud (plata).